# Eva Kemme
Eva Kemme (Paderborn, 1977) é uma produtora cinematográfica alemã. Como reconhecimento, foi nomeada ao Óscar 2019 na categoria de Melhor Documentário em Longa-metragem por Kinder des Kalifats (2018).